# Матч СССР — США по лёгкой атлетике в помещении 1974
Матч по лёгкой атлетике между сборными СССР и США в помещении состоялся 2 марта 1974 года в Москве, на стадионе братьев Знаменских. Это было первое подобное соревнование, проведённое на территории Советского Союза. Предыдущие встречи в рамках этой серии прошли в 1972 и 1973 годах в Ричмонде (США).
В каждой дисциплине от команды участвовали по два спортсмена. Очки начислялись в зависимости от занятого места: за первое — 5 очков, за второе — 3, за третье — 2 и за четвёртое — 1. В эстафетах победа оценивалась в 5 очков, второе место — в 2.
По итогам соревнования победу одержала сборная СССР с общим счётом 158:124. В мужском зачёте советская команда набрала 89 очков против 72 у США, в женском — 69 против 52.
Сразу несколько важных результатов были установлены на турнире. Валентина Герасимова установила рекорд СССР в беге на 800 метров — 2 минуты 5,3 секунды. Американский спринтер Аутлин повторил мировой рекорд на дистанции 60 метров, а Тони Хилл повторила рекорд в беге на 60 метров с барьерами — 7,3 секунды. Алексей Малюков отметился повторением рекорда в метании веса — 23,53 метра. Кроме того, среди женщин М. Уотсон (США), повторила мировой рекорд на 60-метровке (7,1 с), а Надежда Чижова в толкании ядра достигла отметки 20,40 метра, также повторив мировой рекорд.
Эстафета 1+2+3+4 круга среди женщин завершилась дисквалификацией обеих команд — СССР и США — из-за нарушений правил. За советскую сборную выступали Т. Маслакова, Н. Зюськова, Т. Казанкина и С. Штула. Американская команда была представлена Т. Монтгомери, Ч. Туссен, Р. Кэмпбелл и М. Деккер.
Матч стал одним из этапов подготовки сборной СССР перед поездкой на чемпионат Европы 1974 года в помещении в Швеции, который стартовал через неделю после соревнования между СССР — США.

## Результаты

### Мужчины
| Дисциплина  | 1-е место                                            | 2-е место                                                                     | 3-е место                    |
| ----------- | ---------------------------------------------------- | ----------------------------------------------------------------------------- | ---------------------------- |
| 60 м        | Клиффорд Аутлин — 6,4                                | Александр Корнелюк — 6,4                                                      | М. Макфарлэнд — 6,5          |
| 400 м       | С. Уинсон — 48,3                                     | Семён Кочер — 48,4                                                            | У. Уильямс — 48,5            |
| 800 м       | В. Артёмов — 1.51.9                                  | Д. Шэйпер — 1.52,0                                                            | Б. Макелрой — 1.52,4         |
| 1500 м      | М. Слэк — 3.49,2                                     | Пётр Анисим — 3.49,4                                                          | Станислав Мещерских — 3.52,1 |
| 5000 м      | Валентин Зотов — 13.52,6                             | Борис Кузнецов — 13.52,6                                                      | Д. Джонсон — 13.56,4         |
| Эстафета    | США — 4.19,4 Д. Уокер У. Уильямс С. Уинсон Д. Шейпер | СССР — 4.20,6 Александр Аксинин Семён Кочер Павел Литовченко Георгий Чернышёв | -                            |
| 60 м с/б.   | Т. Хилл — 7,3                                        | Вилли Дэвенпорт — 7.4                                                         | Анатолий Мошиашвили — 7.5    |
| Ходьба 5 км | Владимир Вавилов — 20.44,4                           | Николай Смага — 20.47,0                                                       | Т. Скалли — 21.04.4          |
| Высота      | Сергей Будалов — 2.23                                | Кестутис Шапка — 2,15                                                         | Т. Уокер — 2,10              |
| Шест        | Юрий Исаков — 5,20                                   | Янис Лаурис — 5,20                                                            | Д. Робертс — 5,00            |
| Длина       | Валерий Подлужный — 7,86                             | Алексей Переверзев — 7.77                                                     | С. Ройстер — 7,25            |
| Тройной     | Виктор Санеев — 16,73                                | Михаил Барибан — 16.60                                                        | А. Граймс — 16,24            |
| Ядро        | Т. Олбрнттон — 20,27                                 | Анатолий Ярош — 19.98                                                         | Александр Носенко — 18.81    |
| Вес         | Алексей Малюков — 23,53                              | Алексей Спиридонов — 22.68                                                    | Д. Френн — 22,29             |
| Пятиборье   | С. Гаф — 4166                                        | Николай Авилов — 4106                                                         | Ф. Самара — 3894             |

### Женщины
| Дисциплина | 1-е место                                  | 2-е место                                  | 3-е место                                  |
| ---------- | ------------------------------------------ | ------------------------------------------ | ------------------------------------------ |
| 60 м       | М. Уотсон — 7,1                            | Людмила Маслакова — 7,1                    | Надежда Бесфамильная — 7,1                 |
| 400 м      | Надежда Ильина — 53.8:                     | Людмила Аксёнова — 55,5                    | Б. Николс — 56,1                           |
| 600 м      | Р. Кэмпбелл — 1.30.1                       | У. Кёниг — 1.30,6                          | Ниёле Сабайте — 1.31,2                     |
| 800 м      | М. Деккер — 2.04,4                         | Валентина Герасимова — 2.05.3 всес. дост   | Ч. Туссен — 2.05,8                         |
| 1500 м     | Тамара Казачкова — 4.20,9                  | Ольга Двирна — 4.23,4                      | К. Гиббонс — 4.25,6                        |
| 3000 м     | Людмила Брагина — 9.14,0                   | Ирина Бондарчук — 9.15.2                   | Д. Кутиэ — 09.29,0                         |
| Эстафета   | команды СССР и США были дисквалифицированы | команды СССР и США были дисквалифицированы | команды СССР и США были дисквалифицированы |
| 60 м с/б.  | Наталья Лебедева — 8,3                     | П. Джонсон — 8,4                           | Татьяна Ворохобко — 8,4                    |
| Высота     | Д. Хантли — 1,81                           | Тамара Галка — 1,78                        | Галина Филатова — 1,78                     |
| Длина      | М. Уотсон — 6,30                           | Капитолина Лотова — 6,21                   | Маргарита Трейните — 6.14                  |
| Ядро       | Надежда Чижова — 20,40                     | Светлана Крачевская — 18,04                | М. Сайдлер — 16,31                         |
| Троеборье  | Надежда Ткаченко — 2776                    | Татьяна Ворохобко — 2688                   | М. Макмиллан — 2417                        |